# Il pulcino Pio
Il pulcino Pio ist ein Lied des italienischen Radiosenders Radio Globo, das 2012 zu einem landesweiten Sommerhit wurde.

## Hintergrund

### Vorgeschichte
In den 80er Jahren schrieb der Brasilianer Erisvaldo Da Silva das Kinderlied O Pintinho Piu. Das Lied ist in Form einer Zählgeschichte aufgebaut: Die erste Strophe handelt vom kleinen Küken (pintinho), das piu (piep) macht. In jeder folgenden Strophe gibt es ein weiteres Tier mit dem entsprechenden Laut (eine gackernde Henne, ein krähender Hahn usw.) und alle vorherigen Tiere werden noch einmal genannt, so dass die Strophen immer länger werden. Als Ende der 2000er die Internetplattform YouTube populär wurde, wurden auch Videos von diesem Lied hochgeladen. Es entstanden viele Videos, die zum einen aus Bildern zusammengeschnitten wurden. Zum anderen stellten Leute das Lied auf der Bühne oder pantomimisch vor der Kamera dar. Ein elfjähriger Junge, dessen Video 2011 mehrere Million Mal angeklickt wurde, wurde sogar ins Fernsehen eingeladen. Auch andere Videos brachten es über die Millionengrenze. Dabei wurde das Ursprungslied auch textlich verändert. Neben dem langsameren Original entstand eine hochgepitchte schnelle Version.

### Il pulcino Pio
Der Lokalsender Radio Globo mit Sitz in Rom hatte bereits 2011 mit einem Lied zum römischen Ostia Beach einen Erfolg: Zwei Moderatoren sangen dabei zur Melodie von Mr. Saxobeat.
Im Jahr darauf nahmen sie sich O Pintinho Piu vor. Sie sicherten sich die Rechte an dem Lied und erstellten eine eigene italienische Version. Die erste Strophe handelt von dem Küken im Radio, das piep macht. Es folgt eine gackernde Henne (la gallina cò), ein krähender Hahn (il gallo corococò), ein gluckernder Truthahn (il tacchino glu glu glu), eine gurrende Taube (il piccione tru), eine miauende Katze (il gatto miao), ein bellender Hund (il cane bau bau), eine meckernde Ziege (la capra meee), ein blökendes Lamm (l'agnello bee), eine muhende Kuh (la mucca moo) und ein brüllender Stier (il toro muu). Als Pointe kommt in Il pulcino Pio am Ende ein brummender Traktor (il trattore bruum), der das Küken überfährt.
Die Moderatorin und Schauspielerin Morgana Giovannetti aus der Morgensendung von Radio Globo spielte die Version in der schnellen Variante ein. Dazu gab der Sender eine Videoanimation in Auftrag, die im Mai 2012 bei YouTube eingestellt wurde. Innerhalb von drei Monaten wurde das Video fast sechs Millionen Mal aufgerufen. Daneben entstanden viele private Parodien, die ebenfalls hohe Zugriffszahlen erreichten. Am 18. Juli wurde das Lied dann als Download veröffentlicht und erreichte innerhalb von zwei Wochen Platz 2 und nach weiteren drei Wochen Platz 1 der italienischen Charts. Acht Wochen hatte es danach die Chartspitze inne und verkaufte sich über 150 000 Mal (Downloadverkäufe).

### Weitere internationale Versionen
Gegen Ende des Jahres veröffentlichte Radio Globo das Lied in verschiedenen anderen Sprachen mit gleichem Inhalt. Die französische Version Le poussin piou, die spanische Version El pollito pio und die niederländische Version Het kuikentje Piep schafften es in die jeweiligen Singlecharts. Daneben gab es Versionen in Griechisch (Poulaki Tsiou / To Πουλάκι Τσίου), Englisch (The Little Chick Cheep), Katalanisch (El pollet Piu) und Rumänisch (Puiul piu). Ende Januar 2013 erschien auch eine deutsche Version mit dem Titel Das kleine Küken piept, die sich in Deutschland und Österreich in den Charts platzieren konnte. 

## Lieddaten
- O Pintinho (auch O Pintinho Piu; Autor: Erisvaldo da Silva)
- Il pulcino Pio (Musik: Erisvaldo da Silva; Text: Bruno Benvenuti, Lucio Scarpa, Alessandro Tirocchi, Maurizio Paniconi, Morgana Giovannetti; Interpret: Morgana Giovannetti)
- El pollet piu (Musik: Erisvaldo da Silva; Text: Marco Fernando Fuentes, Bruno Benvenuti, Massimiliano Moroldo)
- Das kleine Küken piept (Musik: Erisvaldo da Silva; Text: Massimiliano Moroldo, Bruno Benvenuti)